# 하타케다역
하타케다역(일본어: 畠田駅, はたけだえき)은 일본 나라현 기타카쓰라기군 오지정에 있는 서일본 여객철도의 철도역이다.

## 역 구조
지상역으로 1면 1선 형태의 승강장을 가지고 있다. 다카다 방면 열차와 오지 방면 열차가 같은 승강장을 쓰고 있으며, 와카야마 선 오지 역 ~ 다카다 역 구간에서는 유일하게 교행 시설이 없다.
오지 철도부 관할권에 있으며, 역 업무는 JR 서일본 교통 서비스가 대신 하고 있다. 이코카 및 제휴 교통카드의 사용이 가능하다.

## 역사
- 1955년 12월 27일 - 시즈미역과 동시에 개업.
- 1987년 4월 1일 - 민영화에 따라 서일본 여객철도의 소속이 되었다.
- 2003년 11월 1일 - 이코카의 사용이 개시되었다.

## 인접역
| 서일본 여객철도 와카야마 선 | 서일본 여객철도 와카야마 선 | 서일본 여객철도 와카야마 선 |
| --------------------------- | --------------------------- | --------------------------- |
| 오지 방면                   | ■ 와카야마 선               | 시즈미 와카야마 방면        |